# 장규철 (권투 선수)
장규철(張奎喆, 1946년 6월 19일~2000년 4월 19일)은 대한민국의 전직 권투 선수이자, 1968년 하계 올림픽 밴텀급에서 동메달을 땄다.
서울에서 태어나 고등학교 때 복싱을 시작했다. 나중에 심판으로 유명해진 김진국의 눈에 띄어 복싱을 시작. 경희대로 스카우트 되었다. 1965년 서울에서 열린 아시아 복싱 선수권대회 플라이급 금메달. 1966년 전매청이 복싱부를 창단하면서 전규철을 스카우트 함. 1967년 제3회 콜롬보 아시아 복싱 선수권대회 플라이급 금메달. 1967년 인도네시아 대통령배 복싱 대회 금메달. 1968년 멕시코시티 올림픽 복싱 밴텀급 동메달.
1970년 10월13일 프로 데뷔.(유상규에 판정승). 프로 3차전에서 한국 밴텀급 1위 홍수환에 패배. 1971년 동양태평양복싱연맹(OPBF) 주니어페더급(슈퍼 밴텀급) 챔피언.(오카다 고이치 5회 TKO). 1974년 3월17일 부산 구덕실내체육관에서 열린 7차 방어전에서 염동균에 12라운드 판정패해 타이틀 빼앗김. 1974년 6월28일 와타누키 세이이치에게 진 뒤 은퇴. 은퇴 후 서울 용산구 남영동에 두꺼비체육관 차려서 후진 양성.